# Floris Van Tricht
Floris Van Tricht (23 juni 2001) is een Belgisch wielrenner. Hij is de jongere broer van wielrenner Stan Van Tricht.

## Carrière
In zijn periode als junior combineerde Van Tricht het wegwielrennen met het veldrijden. In het veld werd hij in december 2018 onder meer derde in de Waaslandcross, achter Florian Richard Andrade en Cedric Vandesompel. Op de weg nam hij in het voorjaar van 2019 deel aan de Ronde van Vlaanderen. Later dat jaar werd hij onder meer achttiende in het eindklassement van Aubel-Thimister-Stavelot, een driedaagse etappekoers.
Zijn overstap naar de beloften, in 2020, werd verstoord door de coronapandemie: aan het eind van dat jaar reed hij enkel nog enkele amateurkoersen en het Belgische kampioenschap voor beloften. In 2023 won hij enkele wedstrijden in het Belgische amateurcircuit, waaronder de Memorial Bjorg Lambrecht en de Grote Prijs van Honelles. In het nationale kampioenschap voor beloften bleef enkel Simon Dehairs hem voor. Tijdens het Belgisch kampioenschap gravel won hij goud bij de beloften, voor Emiel Verstrynge.
In 2024 maakte Van Tricht de overstap naar de opleidingsploeg van Israel Premier-Tech, waarna hij in 2025 door zou stromen naar de hoofdmacht. Namens die ploeg werd hij in mei onder meer twaalfde in de Antwerp Port Epic. Een maand later won hij de Midden-Brabant Poort Omloop 2024, die deel uitmaakte van de Holland Cup. In augustus was hij de beste in de Schaal Sels.

## Overwinningen
2024
Midden-Brabant Poort Omloop
Schaal Sels

## Ploegen
- 2024 –  Israel Premier Tech Academy
- 2025 –  Israel Premier Tech Academy tot 16 juni
- 2025 –  Israel-Premier Tech vanaf 17 juni